# Јегор Јаковљев
Јегор Константинович Јаковљев (рус. Егор Константинович Яковлев; 17. септембар 1991, Магнитогорск, Совјетски Савез) професионални је руски хокејаш на леду који игра на позицији одбрамбеног играча.
Тренутно игра за екипу СКА из Санкт Петербурга која се такмичи у Континенталној хокејашкој лиги (КХЛ).
Са сениорском репрезентацијом Русије освојио је титулу светског првака на Светском првенству 2014. у Минску. На том првенству одиграо је 10 утакмица, уз учинак од једног гола и 2 асистенције.

## Каријера
Прве хокејашке кораке Јаковљев је направио у школи хокеја екипе Металурга из његовог родног града Магнитогорска. Након окончања спортске школе 2008. прелази у екипу казањског Ак Барса где је у почетку играо у развојној лиги за резервни и за јуниорски тим. За сениорску екипу дебитовао је у октобру 2010, а уједно била је то и његова једина утакмица у дресу тима из Казања.
Једно време играо је у Вишој хокејашкој лиги (ВХЛ) за екипу Нефтјаника.
Дана 20. октобра 2011. прешао је у редове екипе Локомотиве из Јарославља са којом је потписао трогодишњи уговор. Јаковљев је тако постао првим хокејашем који је потписао нови уговор са екипом из Јарославља, само 6 недеља након велике авионске несреће у којој је страдала целокупна прва постава овог тима (погинуло је свих 26 хокејаша који су били у авиону).